# Alfred Sant
Alfred Sant (ur. 28 lutego 1948 w Pietà) – maltański polityk, premier Malty w latach 1996–1998, lider Partii Pracy w latach 1992–2008, deputowany do Parlamentu Europejskiego VIII i IX kadencji.

## Życiorys
Alfred Sant ukończył w 1967 fizykę, a w 1968 matematykę na Uniwersytecie Maltańskim. Studiował administrację publiczną w École nationale d'administration w Paryżu, a następnie w szkole zarządzania Boston University oraz w Harvard Business School, gdzie w 1979 uzyskał doktorat.
Początkowo pracował w dyplomacji, był m.in. pierwszym sekretarzem przedstawicielstwa Malty przy Wspólnotach Europejskich w Brukseli. Odszedł z administracji publicznej w połowie lat 70. w związku z podjętymi studiami w Stanach Zjednoczonych. W latach 80. pracował w sektorze prywatnym jako konsultant. Zaangażował się w działalność polityczną w ramach Partii Pracy, w 1982 został przewodniczącym departamentu informacji tego ugrupowania. W latach 1984–1988 kierował fundacją edukacyjną współtworzoną przez laburzystów i centralę związkową GWU. Partii Pracy. W 1987 po raz pierwszy został wybrany do Izby Reprezentantów (reelekcję uzyskiwał w 1992, 1996, 1998, 2003 i 2008).
W 1992 wybrano go na lidera Partii Pracy, stał się w konsekwencji liderem opozycji. Po wyborach w 1996, w których zwyciężyli laburzyści, objął stanowisko premiera. Jednakże problemy wewnątrz partii zmusiły go do rozpisania wcześniejszych wyborów w 1998, które jego partia przegrała. W rezultacie po niespełna dwóch latach odszedł z urzędu premiera, ponownie stając na czele opozycji.
W 2003 w czasie kampanii przed referendum w sprawie przystąpienia Malty do Unii Europejskiej Alfred Sant sprzeciwiał się akcesji, opowiadając się tylko za partnerstwem z UE. Nawoływał do głosowania przeciw, wstrzymania się od głosu lub oddania głosu nieważnego, ostatecznie sam nie wziął udziału w głosowaniu. Wybory w 2003, przeprowadzone miesiąc po referendum akcesyjnym, zakończyły się kolejną porażką Partii Pracy. Z tego powodu Alfred Sant zrezygnował ze stanowiska jej przewodniczącego. Jednakże stanął ponownie do wyborów nowego lidera i przytłaczającą większością głosów uzyskał reelekcję.
Przed wyborami parlamentarnymi w 2008 Partia Pracy zaprezentowała swój program zatytułowany Plan nowego początku, głosząc potrzebę odsunięcia od władzy rządzącej od lat Partii Narodowej. Laburzyści przegrali jednak wybory trzeci raz z rzędu. Dwa dni po przegranej, 10 marca 2008, Alfred Sant ogłosił rezygnację ze stanowiska lidera partii, zachowując zdobyty mandat członka parlamentu. 6 czerwca 2008 nowym przewodniczącym ugrupowania został Joseph Muscat.
W 2014 Alfred Sant z powodzeniem wystartował w wyborach europejskich, uzyskując mandat deputowanego do PE VIII kadencji. W 2019 z powodzeniem ubiegał się o reelekcję.